# Раковац (Ботошани)
Раковац (рум. Racovăț) насеље је у Румунији у округу Ботошани у општини Помарла. Oпштина се налази на надморској висини од 181 m.

## Становништво
Према подацима из 2002. године у насељу је живело 363 становника, од којих су сви румунске националности.